# Hypocoela
Hypocoela là một chi bướm đêm thuộc họ Geometridae.